# Chrisman (Illinois)
Chrisman es una ciudad ubicada en el condado de Edgar en el estado estadounidense de Illinois. En el Censo de 2010 tenía una población de 1343 habitantes y una densidad poblacional de 694,16 personas por km².

## Geografía
Chrisman se encuentra ubicada en las coordenadas 39°48′16″N 87°40′31″O / 39.80444, -87.67528. Según la Oficina del Censo de los Estados Unidos, Chrisman tiene una superficie total de 1.93 km², de la cual 1.93 km² corresponden a tierra firme y (0%) 0 km² es agua.

## Demografía
Según el censo de 2010, había 1343 personas residiendo en Chrisman. La densidad de población era de 694,16 hab./km². De los 1343 habitantes, Chrisman estaba compuesto por el 98.81% blancos, el 0.22% eran afroamericanos, el 0.07% eran amerindios, el 0.45% eran asiáticos, el 0% eran isleños del Pacífico, el 0.15% eran de otras razas y el 0.3% pertenecían a dos o más razas. Del total de la población el 0.45% eran hispanos o latinos de cualquier raza.